# Senecio cuchumatanensis
Senecio cuchumatanensis là một loài thực vật có hoa trong họ Cúc. Loài này được L.O.Williams & Ant.Molina miêu tả khoa học đầu tiên năm 1975.